# أمل محمود
أمل محمود (مواليد 21 أكتوبر 1978) هي ربّاعة بارالمبية مصرية. شاركت في 3 دورات بارالمبية، وحققت في جميعهم ميداليات؛ فحققت فضية دورة 2008 وبرونزيتي 2012 و2016، كما حققت برونزية وفضية في بطولة العالم لرفع الأثقال عامي 2010 و2014 على الترتيب.